# Andrew Knewstubb
Andrew Knewstubb (Wellington, 14 de setembro de 1995) é um jogador de rugby sevens neozelandês.

## Carreira
Ele ganhou a medalha de ouro com a equipe da Nova Zelândia no torneio masculino de rugby sevens durante os Jogos da Commonwealth de 2018. Ele também foi um membro importante do time da Nova Zelândia que venceu o torneio da Copa do Mundo de Rugby Sevens de 2018 ao derrotar a Inglaterra por 33-12 na final. Ele foi nomeado no time da Nova Zelândia para competir nas Olimpíadas de Verão de 2020 no torneio masculino de rugby sevens. Ele também fez parte do time da Nova Zelândia que conquistou a medalha de prata após perder para Fiji por 24-12 nas Olimpíadas de Verão de 2020. Foi também a primeira medalha olímpica da Nova Zelândia no rugby sevens masculino.
Knewstubb foi nomeado como uma contratação tardia para Tasman durante o Bunnings NPC de 2021 após uma lesão que encerrou a temporada de Mark Tele'a. Ele fez sua estreia pela Tasman contra o Bay of Plenty no Trafalgar Park em uma partida sem competição, começando com a camisa número 15 e marcando um try na vitória de 26–9 para o Mako. O time chegou à final da primeira divisão antes de perder por 23–20 para Waikato.